# This Is Not a Crocodile Tear
This Is Not a Crocodile Tear es una película del año 2009.

## Sinopsis
En un pueblo del Sudán rural donde la vida de los hombres transcurre en torno a una partida de dominó, un artesano recibe una invitación para participar en un programa de la televisión nacional. El anuncio supone un gran acontecimiento en este tranquilo lugar. El sastre, el peluquero, el músico local, todos se ponen manos a la obra. Pero les espera una sorpresa.